# Mimochlorisanis violacea
Mimochlorisanis violacea – gatunek chrząszcza z rodziny kózkowatych i podrodziny zgrzypikowych. Jedyny przedstawiciel rodzaju Mimochlorisanis.

## Zasięg występowania
Gatunek ten występuje na Filipinach.